# Al·logenes
Al·logenes (del grec ἀλλογενὴς "allogenés", l'estranger o el nascut fora), és el tercer llibre del còdex XI dels Manuscrits de Nag Hammadi. Forma part dels Evangelis apòcrifs. El text presenta moltes llacunes, que en part es poden completar per un fragment del còdex Tchacos trobat no fa gaire.

## Contingut
El text és un apocalipsi que descriu les "revelacions" que va rebre l'estranger Al·logenes d'uns éssers divins, totes de contingut gnòstic. Al·logenes descriu com va superar la por i la ignorància, i com va ascendir al regne esotèric del déu dels gnòstics. El tractat té dues parts. La primera explica les sis (o potser cinc) revelacions de Iouel. La segona narra una visió apocalíptica per part d'uns sers divins, i al final Al·logenes rep instruccions molt concretes per a escriure un llibre sobre allò que ha vist i sentit.
El text es conserva en llengua copta, i és traducció d'un original grec, segurament posterior al 220, ja que no en fan menció ni Ireneu ni Hipòlit, que van combatre els gnòstics. El còdex grec sembla que va ser escrit a Alexandria i va fer cap a Roma a mitjans del segle III, on va ser discutit a l'escola neoplatònica de Plotí. Porfiri diu a la seva obra Vida de Plotí que aquest va conèixer la filosofia gnòstica a través d'alguns escrits apocalíptics, i es creu que un d'ells va ser aquest Al·logenes. El text copte és de difícil interpretació, ja que la traducció del grec va topar amb dificultats a causa de la gran quantitat de tecnicismes metafísics de l'original.